# Vingador de sangue
Também chamado de vingador do sangue. Trata-se daquele, que vingaria a pessoa morta, na antiga nação de Israel. Tradução da expressão hebraica go·’él had·dám.
O autorizado, sob a lei de Israel era o parente masculino mais próximo do que foi morto.

## Definição
Vingar o sangue tinha por base o padrão divino de santidade da vida humana e do sangue. O homicida deliberado devia ser morto pelo vingador do sangue, e não se devia aceitar nenhum resgate por tal assassino.
A lei mosaica fazia distinção entre o homicídio intencional e o acidental. Em caso de homicídio acidental, providenciou-se cidades de refúgio, a fim de proteger dos vingadores do sangue os homicidas acidentais.